# Somatina fletcheri
Somatina fletcheri är en fjärilsart som beskrevs av Claude Herbulot 1958. Somatina fletcheri ingår i släktet Somatina och familjen mätare. Inga underarter finns listade i Catalogue of Life.